# Drzewołaziec
Drzewołaziec (Pygarrhichas albogularis) – gatunek małego ptaka z rodziny garncarzowatych (Furnariidae), jedyny przedstawiciel rodzaju Pygarrhichas. Występuje w zachodniej i południowej Argentynie oraz środkowym i południowym Chile. Nie jest zagrożony wyginięciem. Monotypowy.

## Taksonomia
Ganek opisał po raz pierwszy Philip Parker King w roku 1831 pod nazwą Dendrocolaptes albo-gularis. Miejsca zebrania holotypu nie podano, ale prawdopodobnie były to okolice Cieśniny Magellana. Pierwotnie drzewołaźca uznawano za spokrewnionego blisko z rodzajem Xenops i pozostałymi garncarzowatymi szukającymi pokarmu w korze, jednak upierzenie i biogeografia tego gatunku sugerują, że było to błędne przypisanie. Pygarrhichas zdaje się być powiązany z rodzajem Aphrastura, zważywszy na upierzenie i zwyczaje w żerowaniu. G.R. Gray sugerował pokrewieństwo z rodzajem Dendroplex. Obecnie przez Międzynarodowy Komitet Ornitologiczny drzewołaziec umieszczany jest w monotypowym rodzaju Pygarrhichas; sam gatunek również jest monotypowy.
Nazwa rodzajowa pochodzi od greckich słów pugē, kuper, oraz arrhikhos – wiklinowy koszyk. Nazwa gatunkowa pochodzi od łacińskich słów albus, biały, oraz gula, gardło.

## Morfologia

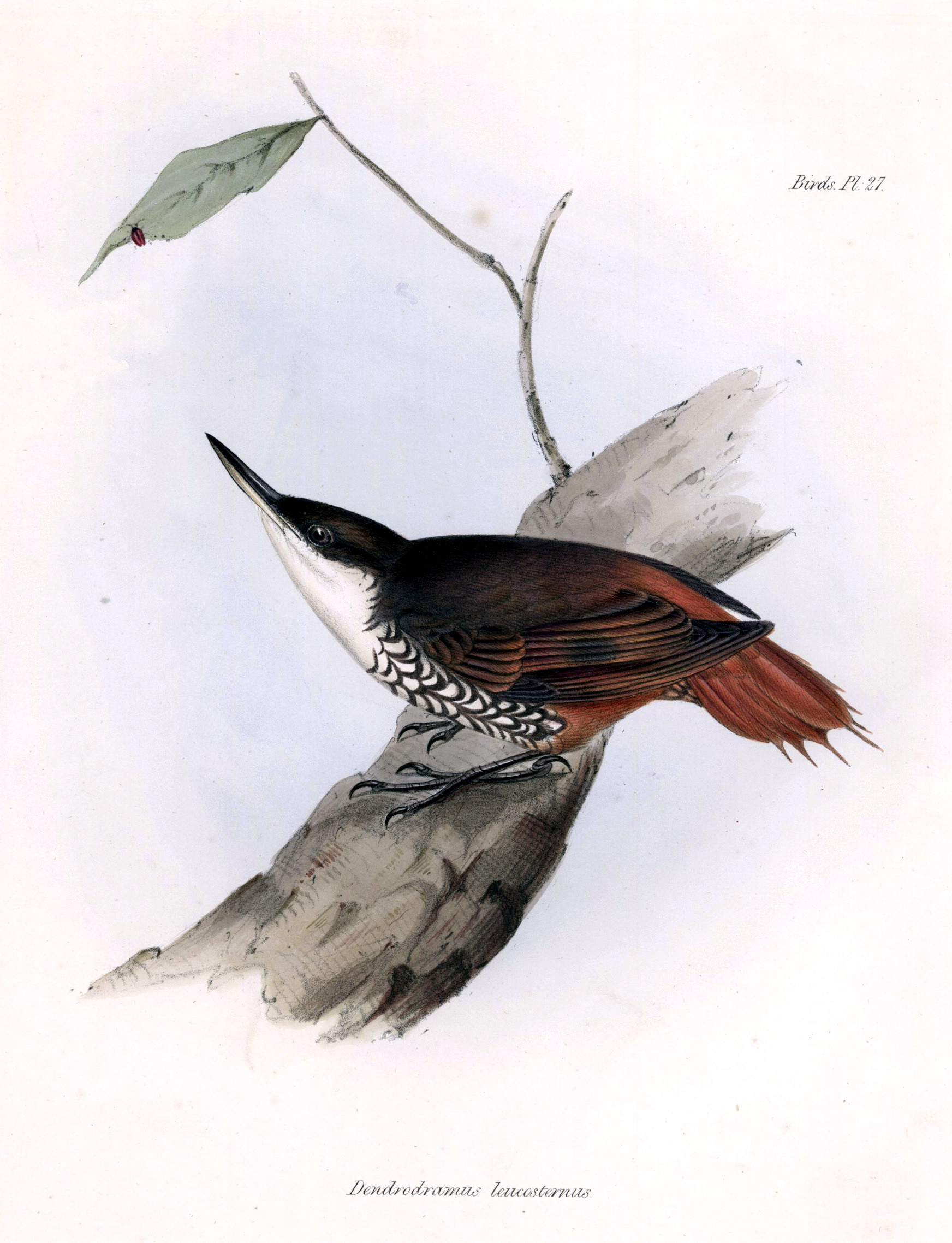
Rysunek autorstwa Johna Goulda

Długość ciała wynosi 15–16 cm, z czego 5–6,9 cm przypada na ogon, zaś około 2,7 cm na dziób. Skrzydło mierzy 7,6–8,3 cm, skok 1,9 cm. Upierzeniem i kształtem drzewołaziec przypomina przedstawiciela Sitta, z wzorem na brzuchu jakiego nie posiada żaden inny przedstawiciel garncarzowatych. Boki głowy (od linii oczu w górę) czarnobrązowe, nieco ciemniejsze niż wierzch głowy. Jego matowobrązowa barwa przechodzi na grzbiecie w nieco jaśniejszą, niekiedy kasztanowatą, aż po rudawokasztanowy kuper i pokrywy nadogonowe. Pokrywy skrzydłowe ciemnobrązowe, obrzeżone rudo lub kasztanowo, szczególnie na końcówkach. Pokrywy lotek I rzędu ciemniejsze, zaś lotki są już bardzo ciemne, z obrzeżeniami barwy ochrowej do rudej. Lotki I rzędu tworzą rudokasztanowy pasek skrzydłowy. Rudokasztanowy ogon zaokrąglony, stosiny sztywne, na końcu zredukowane promienie tworzą „kolce” długości do 9 mm. Od linii oczu do piersi obecna jest barwa biała. Niższa część piersi i jej boki jak i boki ciała brązowawe. Pióra na brzuchu są brązowo obrzeżone, co tworzy wzór podobny do łuskowania. Pokrywy podogonowe białe z szerokimi brązowymi do czarniawych obrzeżeniami. Tęczówka ciemnobrązowa. Górna szczęka ciemnorogowa do szarawej, zaś dolna jasnoszara do białawej. Nogi i stopy szare do czarniawych lub brązowych.

## Zasięg występowania
Drzewołaziec występuje w Chile od Santiago na południe oraz w zachodniej Argentynie, od prowincji Mendoza na południe do Ziemi Ognistej. Środowisko życia stanowią wysokie, wilgotne lub półwilgotne lasy zdominowane przez bukany (Nohofagus); spotykany od poziomu morza do 1200 m n.p.m.

## Zachowanie
Głos kontaktowy to głośne, wzburzone, metaliczne kik-ik, tsi-dik lub tsik, często gwałtownie powtarzane. W locie odzywa się suchym tik. Niekiedy również odzywa się głośnym pit pit. Chodzi po pniach drzew podobnie jak to czynią kowaliki, jednak rzadko porusza się głową w dół. Żywi się stawonogami, odnotowano także chrząszcze (Coleoptera), zarówno larwy jak i imago. Drzewołaziec, choć zwykle żeruje sam, regularnie widywany jest w stadach mieszanych z ostrogonkiem małym (Aphrastura spinicauda). Czasem podpiera się ogonem. Pożywienie zbiera lub wydłubuje z kory.

## Lęgi
Okres lęgowy prawdopodobnie przypada na wiosnę i lato, jaja odnotowywano w listopadzie i grudniu, zaś młode w grudniu. Gniazdo stanowi dziupla wydrążona w martwym pniu, 3–8 m nad ziemią, ma głębokość 25–40 cm. Zwykle poza wiórami powstałymi przy tworzeniu dziupla nie ma wyściółki, jednokrotnie doniesiono o wyściełaniu trawą i piórami. Zniesienie liczy 2–3 jaja. Okazy z Muzeum Brytyjskiego mają wymiary około 21,5–22 x 16,7–17 mm.

## Status i zagrożenia
Przez IUCN gatunek klasyfikowany jest jako najmniejszej troski (LC, Least Concern) nieprzerwanie od 1988 roku. Liczebność populacji nie została oszacowana, ale ptak ten opisywany jest jako dość pospolity. Trend liczebności populacji uznawany jest za spadkowy. Pojawia się w licznych obszarach chronionych, w Chile są to m.in. Park Narodowy La Campana, Park Narodowy Vicente Pérez Rosales i Park Narodowy Puyehue, zaś w Argentynie Park Narodowy Ziemi Ognistej.